# García Díaz Arias
García Díaz Arias o García Díaz de Arias (Consuegra, ca. 1500 - Quito, 1 de mayo de 1562) fue un clérigo y bachiller español, capellán de Francisco Pizarro y primer obispo de Quito.

## Biografía
Empezó su ministerio sacerdotal en su diócesis de Toledo. Se trasladó muy joven a América (1528), residiendo primero en Antequeras, actual Oaxaca de Juárez, en México, y ya desde el principio se destacó por su defensa de los indígenas.
Llegó al Perú en los primeros años de la conquista, posiblemente entre 1534 y 1535. Llegó a ser párroco de la iglesia mayor de Lima. En 1537 figuraba como capellán y secretario de Francisco Pizarro, el marqués gobernador del Perú, a quien acompañó cuando se hallaba en plena disputa con su socio Diego de Almagro, aconsejándole que no marchara personalmente al Cuzco, sino que permaneciese en Lima y enviara delegados para que negociaran con Almagro. También asistió a las conferencias de Mala celebrada entre representantes de ambos bandos. Pero todo intento de llegar a un acuerdo fracasó y la guerra civil se desencadenó, siendo Almagro derrotado y ajusticiado.
Se hallaba junto a Pizarro cuando el 26 de junio de 1541 los almagristas asaltaron la casa del marqués y le dieron muerte; se dice en esa circunstancia huyó y se puso a buen recaudo. Se dice también que, previamente, una mujer indígena le había avisado de la muerte del marqués a manos de asesinos, pero que no lo tomó en serio, atribuyéndolo a inventos de los indios hechiceros.

### Episcopado
Cuando en 1540 se anunció la creación de dos nuevos obispados, Lima y Quito, segregados de la diócesis de Cuzco, Díaz insistió en que lo propusieran como obispo de Quito, logrando su objetivo. El 8 de enero de 1546, el papa Paulo III lo nombró obispo de la recién fundada diócesis de Quito.  El 5 de junio de 1547 fue consagrado en el Cusco por el obispo fray Juan Solano, pasando luego a Lima, en donde se encontraba todavía en 1548. La nueva guerra civil entre los conquistadores, esta vez desatada por los encomenderos acaudillados por Gonzalo Pizarro, impidió su viaje a Quito, por lo que envió al clérigo Baltazar de Loaiza para que tomara posesión de la sede en su nombre.
Durante la guerra civil, Díaz estuvo del lado de Gonzalo Pizarro, al igual que los demás obispos. Finalizado el conflicto y pacificado el Perú, marchó a Quito, donde ingresó en 1550.

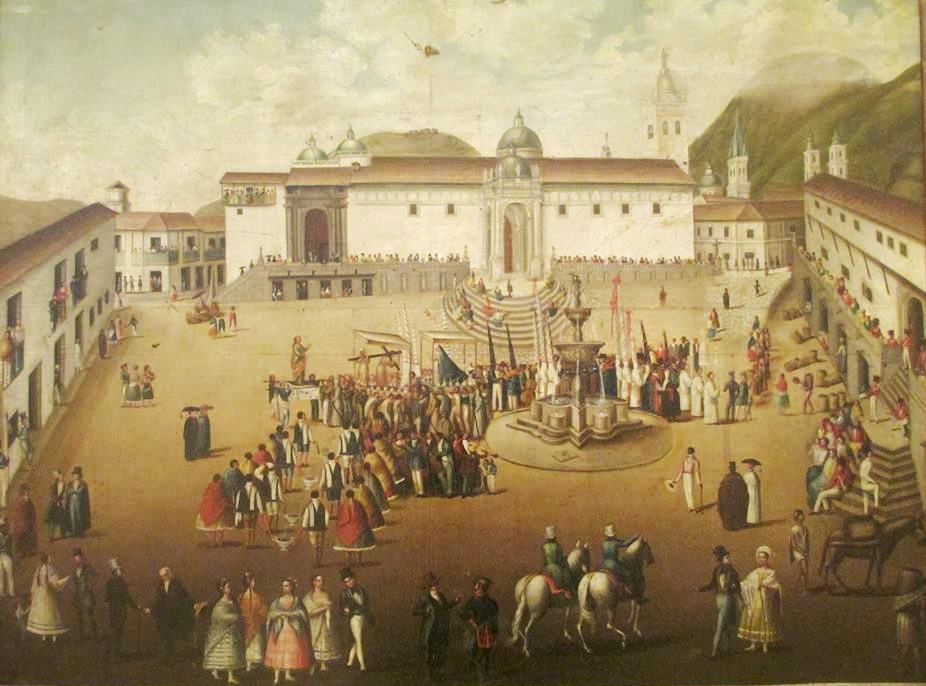
La Catedral de Quito en el.

 Inició la construcción de la catedral de Quito (que culminaría su sucesor Pedro de la Peña Montenegro), cuyo costo fue sufragado en tres partes iguales, por los vecinos encomenderos, la población indígena y la Corona, respectivamente. Y compró una casona en la plaza mayor para convertirla en su palacio episcopal.
Adoptó en el culto las prácticas de la iglesia metropolitana de Sevilla y colocó a su diócesis bajo el patrocinio de la Purísima. Se ganó el afecto de sus feligreses, por su bondad y buen trato. Falleció en mayo de 1562, luego de doce años de gobierno pastoral.